# Haplodontium megalocarpum
Haplodontium megalocarpum là một loài Rêu trong họ Bryaceae. Loài này được (Arn.) A. Jaeger mô tả khoa học đầu tiên năm 1875.